# جريتيست لوڤ سونجز ڤول. 666
جريتيست لوڤ سونجز ڤول. 666
 هو الألبوم الأول لفرقة هيم، ويحتوي الألبوم على 66 أغنية.

بعد الأغنية رقم 9 في الألبوم (النسخة الفنلندية)، هناك مجموعة من الأغاني المخفية من 10 - 66  وحجمها جميعاً يساوي 666 ميجابايت، والأغنية رقم 66 تبدأ من الدقيقة رقم 6 وهي اخر أغنية ذا هارتلس The Heartless.

## ترتيب الأغاني (النسخة الفنلندية)[2]
1. For You - 4:00

يور سويت سكس سكس سكس - 4:11.2

ويكد جيم (Chris Isaak cover) - 3:54.3

The Heartless - 4:01.4

Our Diabolikal Rapture - 5:20.5

It's All Tears (Drown in This Love) - 3:42.6

ون لوف اند ديث امبريس - 6:08.7

 The Beginning of the End - 4:07.8

 (Don't Fear) The Reaper - 6:23.9

## ترتيب الأغاني (النسخة العالمية)
1. Your Sweet Six Six Six - 4:11

Wicked Game (Chris Isaak cover) - 3:54.2

The Heartless - 4:02.3

Our Diabolikal Rapture - 5:20.4

It's All Tears (Drown in This Love) - 3:43.5

When Love and Death Embrace - 3:42.6

The Beginning of the End - 4:07.7

 (Don't Fear) The Reaper - 6:23.8

 For You - 6:23.9

Stigmata Diaboli - 2:55.10